# Aeneator comptus
Aeneator comptus är en snäckart som först beskrevs av Harold John Finlay 1924.  Aeneator comptus ingår i släktet Aeneator och familjen valthornssnäckor. Inga underarter finns listade i Catalogue of Life.